# Gymnocalycium
Genre
Gymnocalycium est un genre de plantes à fleurs de la famille des Cactaceae composé de 70 espèces environ. Il est parfois appelé cactus menton ou encore en raison de la forme de ses touffes d'aiguilles cactus araignée. Son nom vient du grec et signifie 'calice nu' en se référant aux bourgeons floraux qui ne comportent ni poils, ni épines.
Leur origine est l'Argentine, une partie de l'Uruguay, le Paraguay, le sud de la Bolivie et une partie de Brésil. La plupart des espèces sont petites, de 4 à 15 centimètres. Elles sont très appréciées pour leur floraison facile et les couleurs vives des fleurs.

## Espèces
- Gymnocalycium albiareolatum
- Gymnocalycium angelae
- Gymnocalycium anisitsii
- Gymnocalycium baldianum – 'menton nain'
- Gymnocalycium bayrianum
- Gymnocalycium bodenbenderianum
- Gymnocalycium carminanthum
- Gymnocalycium castellanosii
- Gymnocalycium denudatum
- Gymnocalycium gibbosum
- Gymnocalycium horstii
- Gymnocalycium leeanum
- Gymnocalycium mihanovichii
- Gymnocalycium mostii
- Gymnocalycium netrelianum
- Gymnocalycium obductum
- Gymnocalycium ochoterenai
- Gymnocalycium œnanthemum
- Gymnocalycium parvulum
- Gymnocalycium pflanzii
- Gymnocalycium quehlianum
- Gymnocalycium mragonesei
- Gymnocalycium rauschii
- Gymnocalycium riojense
- Gymnocalycium rosae
- Gymnocalycium saglionis – 'menton géant'  <!— l'espèce tilcarense est maintenant considérée comme une sous espèce de celle-ci.
- Gymnocalycium schroederianum
- Gymnocalycium spegazzinii
- Gymnocalycium stellatum
- Gymnocalycium taningaense
- Gymnocalycium uruguayense

## Synonymes
- Brachycalycium Backeb.

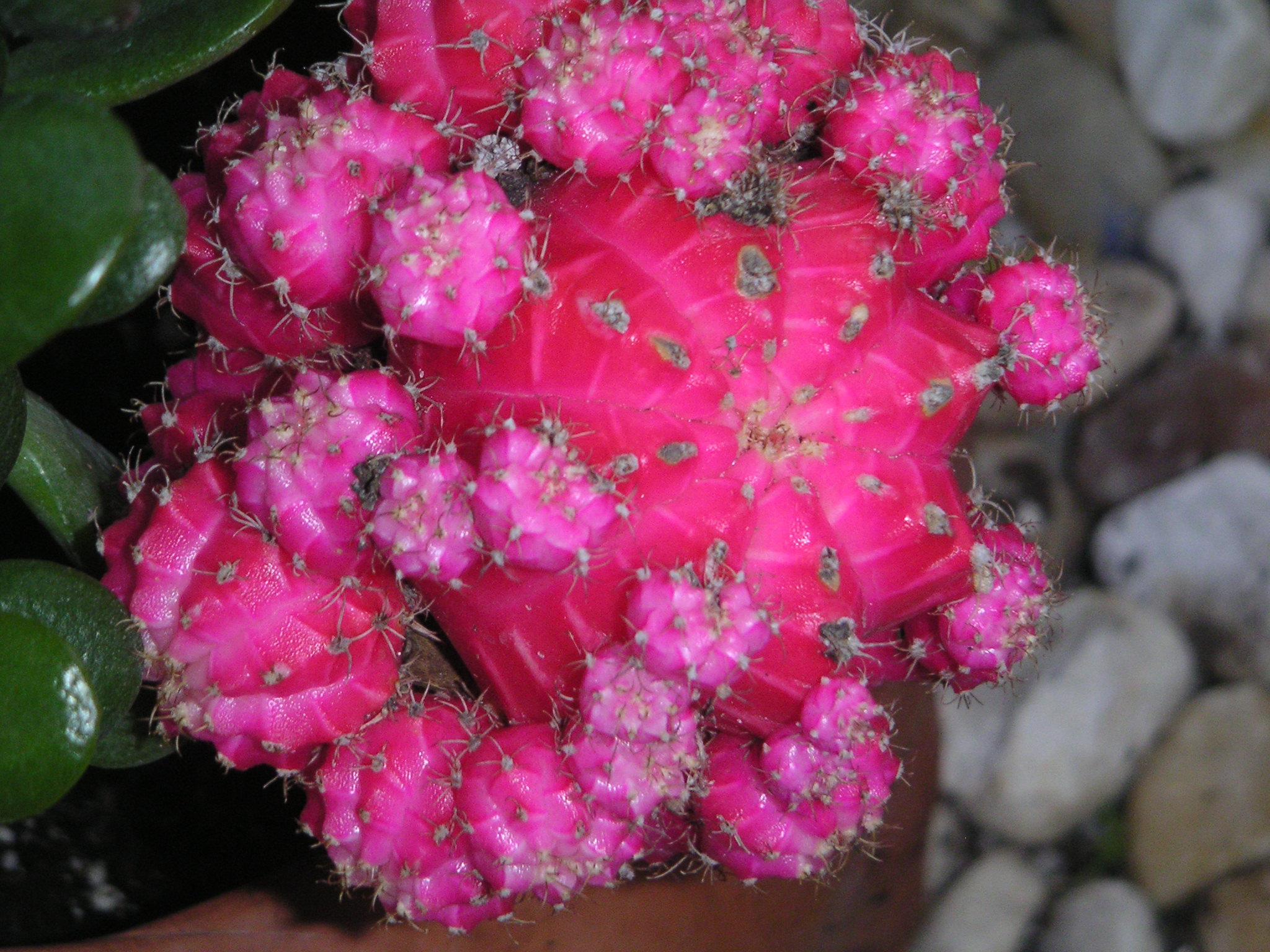
Gymnocalycium mihanovichii 'Hibotan' est un cultivar mutant sans chlorophylle
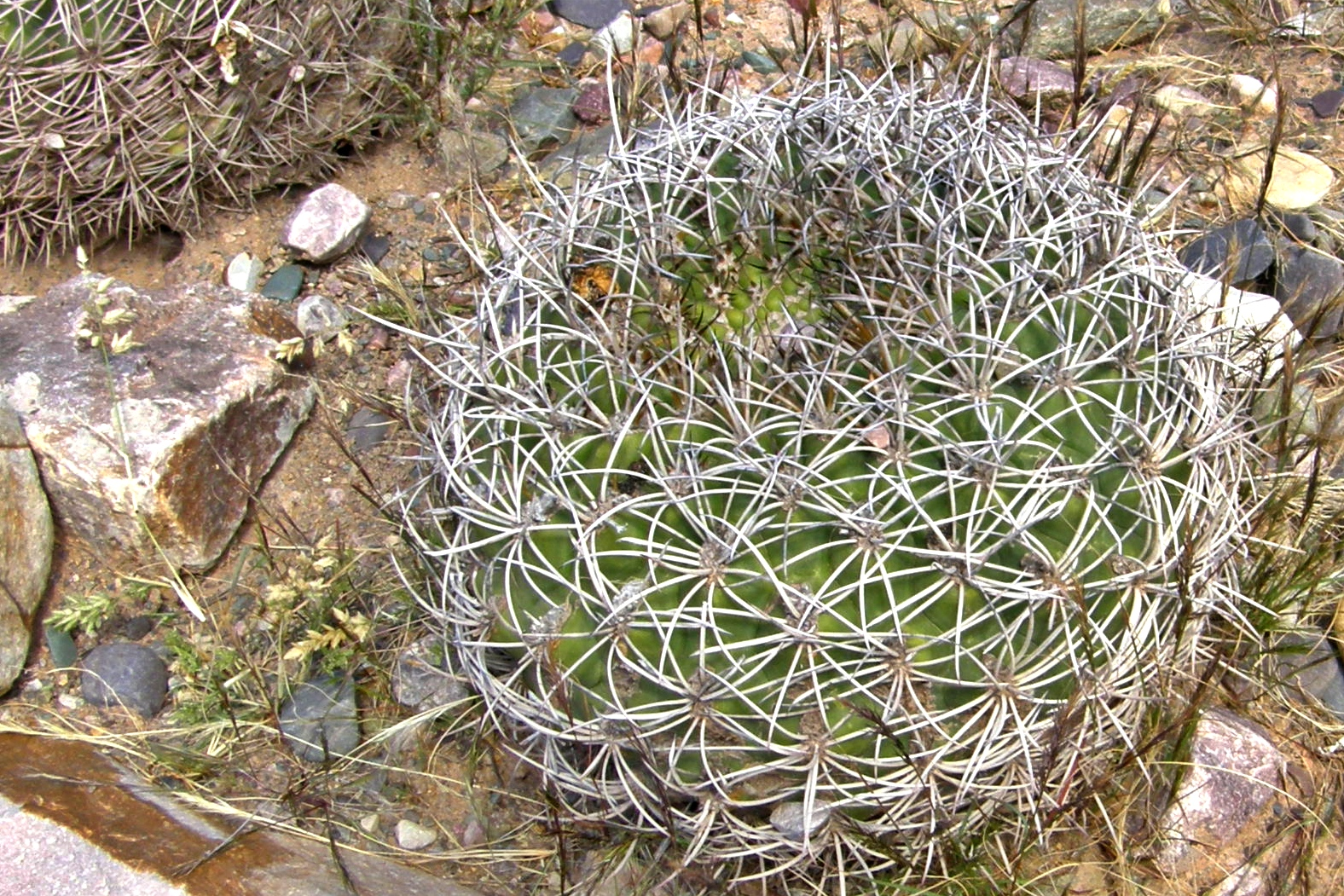
Gymnocalycium saglionis
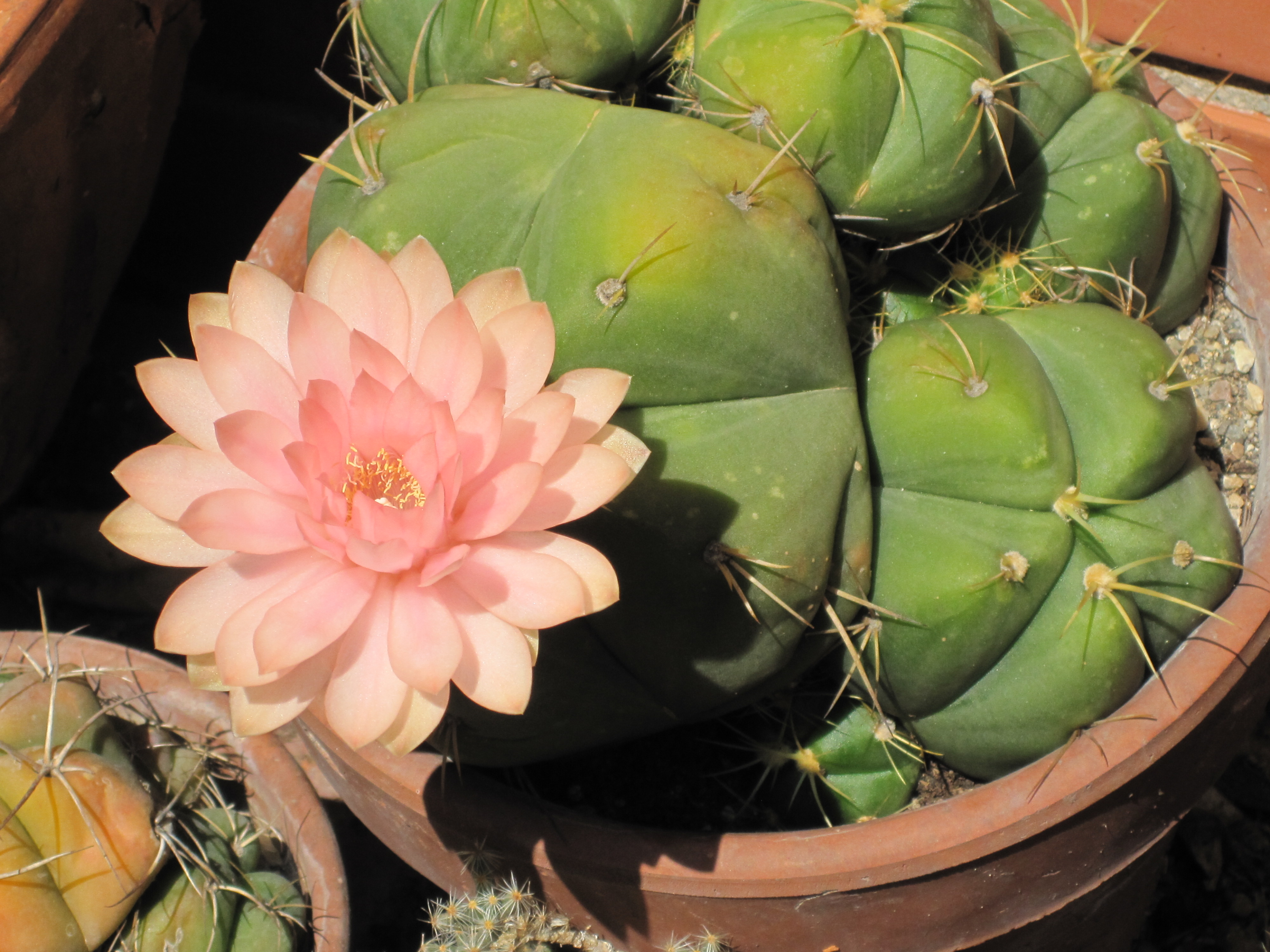
Gymnocalycium horstii
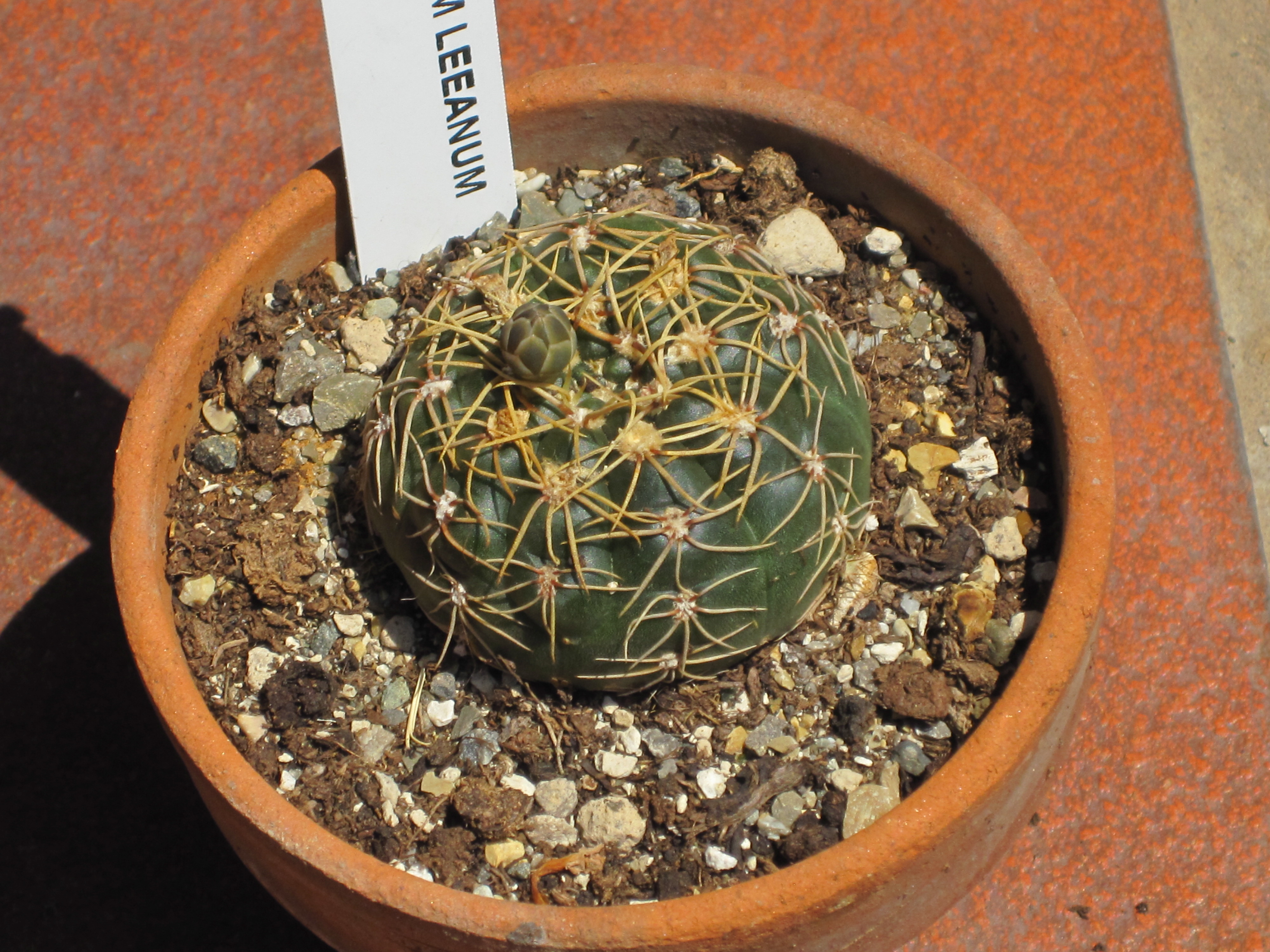
Gymnocalycium leeanum
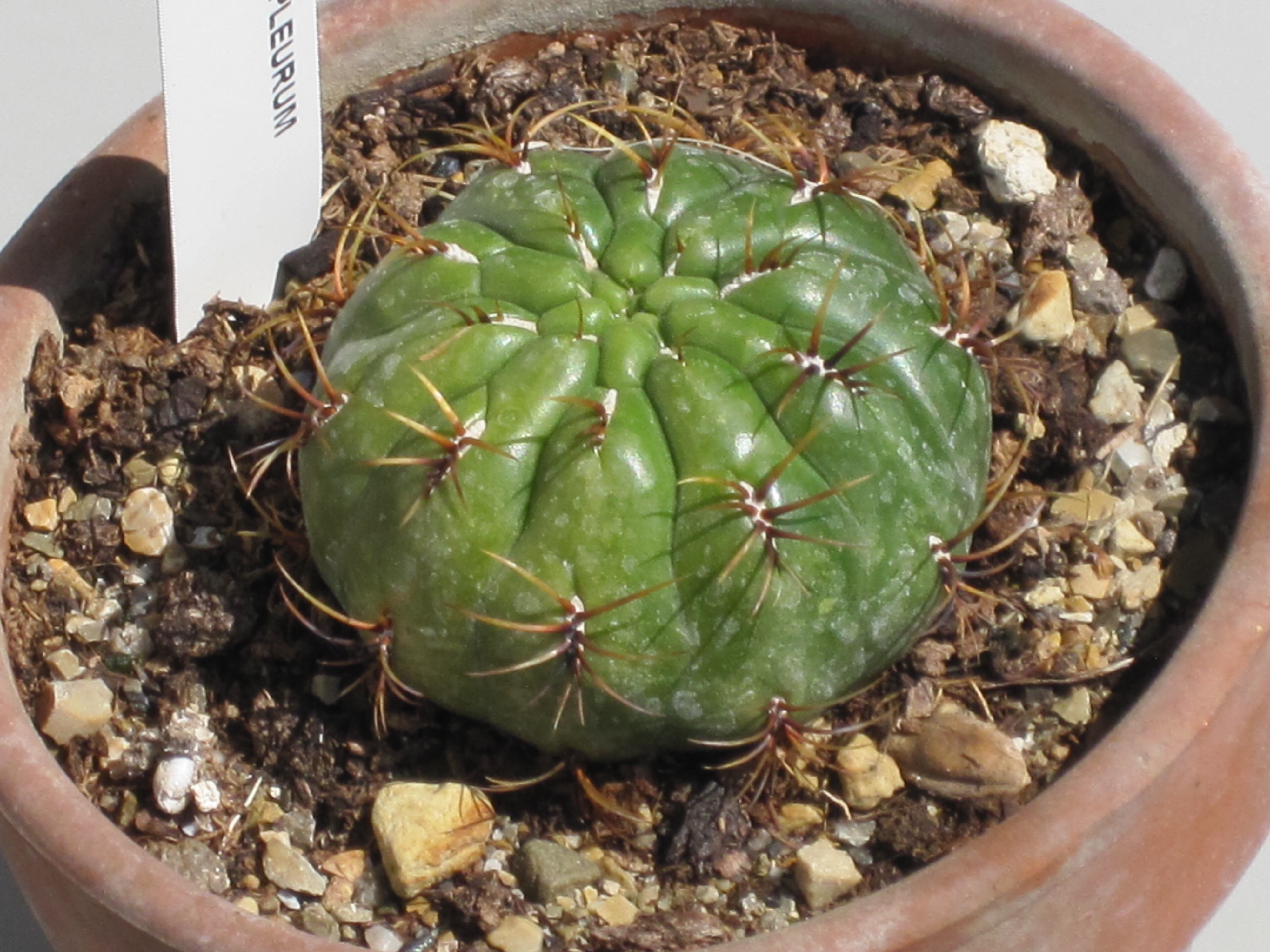
Gymnocalycium eurypleurum
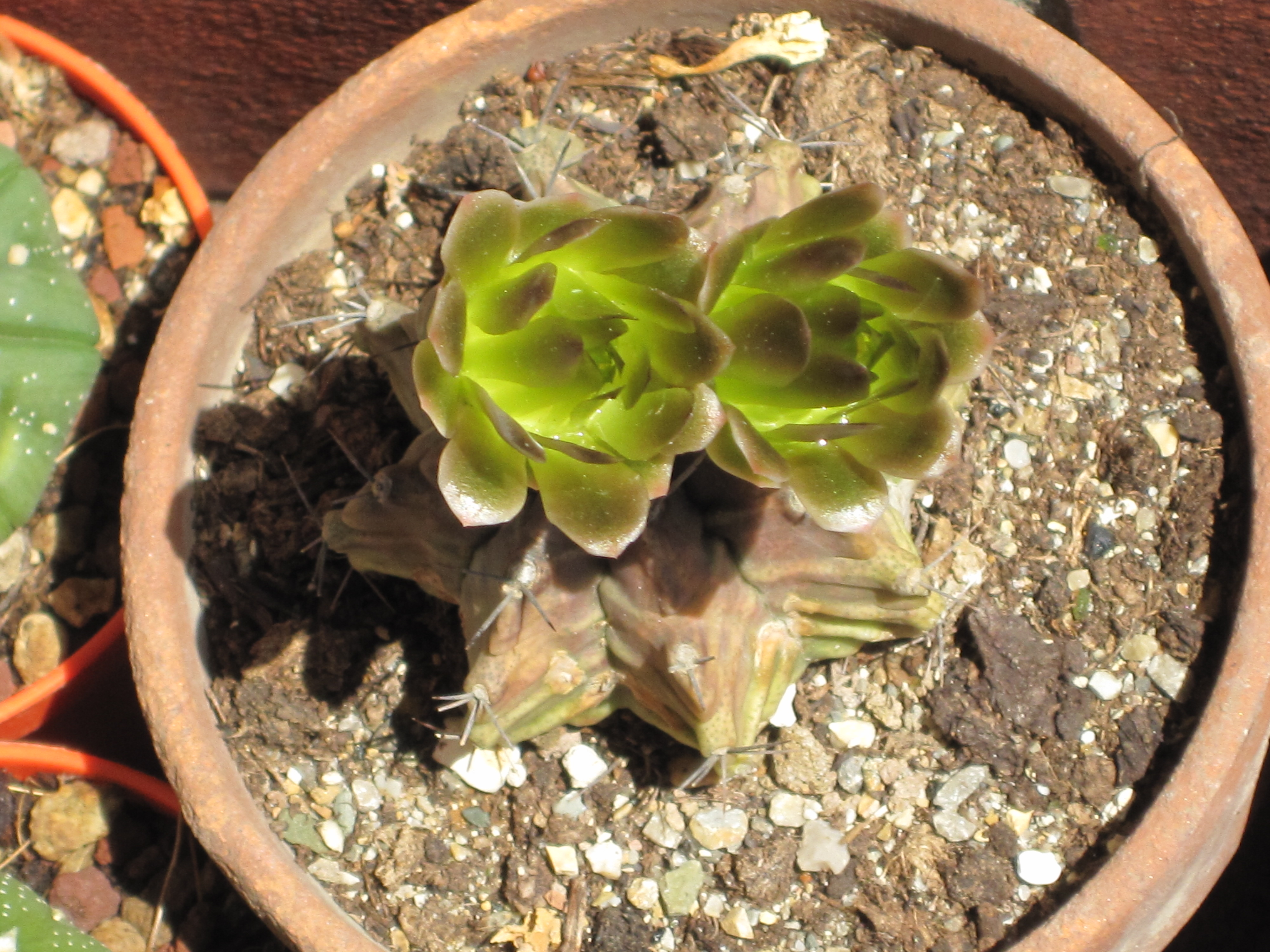
Gymnocalycium mihanovichii
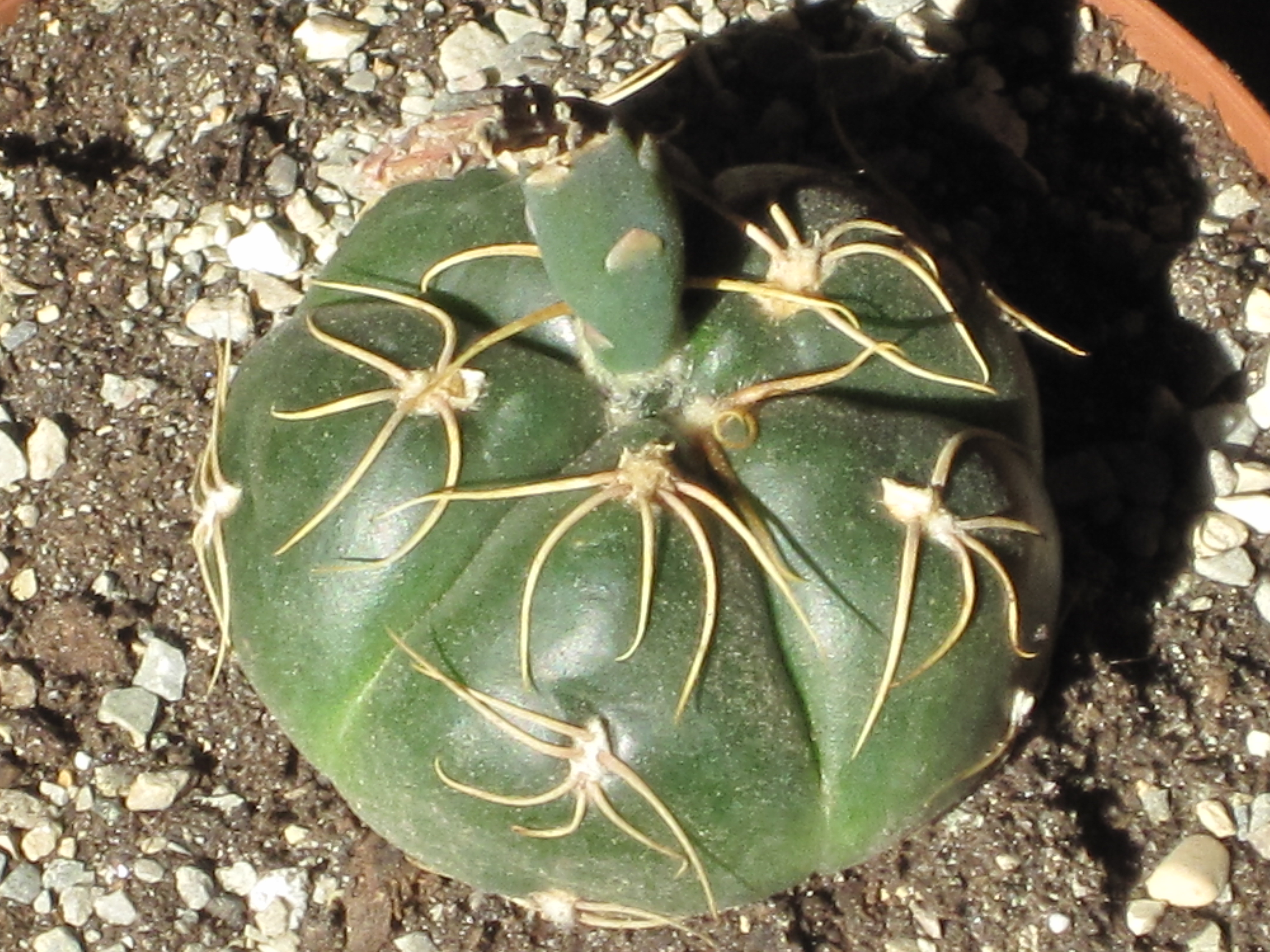
Gymnocalycium denudatum
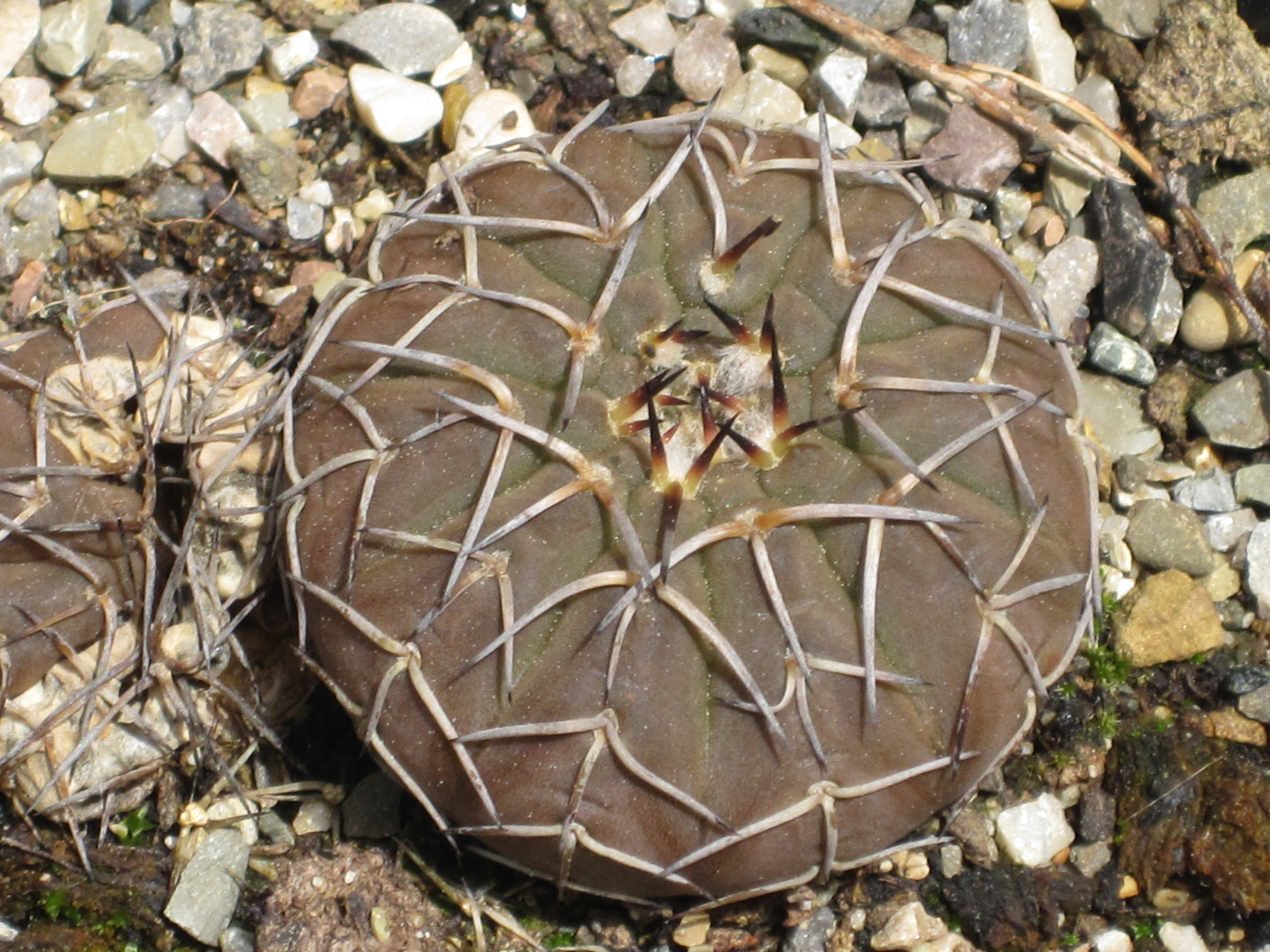
Gymnocalycium stellatum